# نووکیزلیاروو
نووکیزلیاروو (به لاتین: Novokyzylyarovo) یک منطقه مسکونی در روسیه است که در باشقیرستان واقع شده‌است.